# Panaméricanisme

L'Amérique

Le panaméricanisme est un mouvement diplomatique, politique, économique et social qui cherche à créer, encourager et organiser les relations, associations et coopérations entre les États d'Amérique en vertu d'intérêts communs.
Le panaméricanisme a encouragé la création d'organisations tel l'Institut américain de l'enfance, la Banque interaméricaine de développement, le Sommet des Amériques ou d'ouvrages comme la route panaméricaine.

## Histoire
Au début du XIXe siècle, dès les guerres d'indépendance des efforts de coopération sont menés avec Simón Bolívar pour la Grande Colombie et José de San Martín, prenant pour exemple les États-Unis d'Amérique. À la même époque, Henry Clay et Thomas Jefferson établissent les principes du panaméricanisme, duquel découle la doctrine Monroe, édictée en 1823.
- Octobre 1889 : premier congrès panaméricain à Washington sous la présidence de James Blaine, Secrétaire d'État des États-Unis du Président Benjamin Harrison[1].
- 1890 : création de l'Union internationale des Républiques panaméricaines, prémices aux conférences régulières panaméricaines, puis à l'Organisation des États américains fondée en 1948.
- 1901 : deuxième conférence panaméricaine à Mexico.
- 1906 : troisième conférence panaméricaine organisée à Rio de Janeiro.
- 1910 : quatrième conférence panaméricaine donnée à Buenos Aires.